# Chaetosopus
Chaetosopus is een kevergeslacht uit de familie van de boktorren (Cerambycidae). De wetenschappelijke naam van het geslacht werd voor het eerst geldig gepubliceerd in 1988 door Napp & Martins.

## Soorten
Chaetosopus omvat de volgende soorten:
- Chaetosopus contiguus Napp & Martins, 1988
- Chaetosopus infalsatus Napp & Martins, 1988
- Chaetosopus violaceus (Martins, 1973)